# Сендзівуй Остроруг
Сендзівуй Остроруг гербу гербу Наленч (пол. Sędziwój Ostroróg; бл. 1375 — 1441) — польський магнат, політичний та військовий діяч, дипломат Польського королівства.

## Життєпис
Походив з польського шляхетського роду Остроругів, гілки роду Шамотульських. Син першого Остроруга — Дзержислава Грохоли, каштеляна сантоцького, та Бурнети. Народився близько 1375 року. Вперше письмово згадується 1392 року. 1399 року діяв під орудою великого князя Литовського Вітовта, брав участь у битві на Ворсклі, але зміг врятуватися.
1400 року отримав уряд хорунжого познанського. 1403 року Сендзівую було надано староство мендзижецьке. 1406 року стає воєводою познанським. Був прихильником викупу Ноймарку в Тевтонського ордену, проте цей намір не вдався.
Був одним з найближчих радників королів Владіслава II Ягайло. Брав участь у війні з Тевтонським орденом в 1409—1411 роках. Сендзівуй Остроруг був одним з 8 радників, що формували королівський штаб Владислава II під час Грюнвальдської битви 1410 року. Безпосередньо в цій битві керував 38 польською корогвою. Невдовзі сприяв перемозі поляків у битві під Короновим. Отримав уряд генерального старости великопольського (до 1415 року). У грудні 1410 року на чолі великопольської шляхти сплюндрував Померелію, що належала Тевтонському ордену.
1411 року брав участь у мирних перемовинах з Орденом. Остроруг став одним з підписантів умов Торунського миру. 1413 року брав участь в укладанні Городельської унії між Королівством Польським і Великим князівством Литовським. 1414 року був учасником Голодної війни з Тевтонським орденом.
У 1419—1426 роках знову обіймав посаду генерального старости великопольського. 1420 року був посланцем Польщі на імператорський суд у Бреслау, де тевтонський орден оскаржував умови Торунського миру. Втім завдяки хисту Остроруга було винесено рішення на користь Польського королівства. Того ж року домігся укладання союзу з Фрідріхом I, курфюрстом Бранденбургу, спрямований проти Тевтонського ордену. В подальшому вів перемовини з Богуславом IX, герцогом Померанія-Слупським, Прусськими містами і Союзом ящірок для послаблення ордену. 1426 року отримав староство бжесць-куявське (до 1432 року).
У 1431—1435 роках брав участь у новій війні проти Тевтонського ордену. У 1432—1434 роках втретє тримав уряд генерального старости великопольського. 1438 року приєднався до антигуситської конфедерації Збігнева Олесницького. 1440 року брав участь в поході Владислав III за угорською короною. Помер в Угорщині в листопаді-грудні 1441 року.

## Родина
Дружина — Барбара з Войновиць. Діти:
- Станіслав (1400—1477), воєвода познанський
- Ян (д/н—1427)
- Доброгост (1410—1478), каштелян каменський
- Сендка, дружина Сцибора з Бориславич, воєводи ленчицького